# Лорен, Рене (инженер)
Рене Лорен (фр. René Lorin; 24 марта 1877 — 16 января 1933) — французский инженер, изобретатель прямоточного воздушно-реактивного двигателя. Идеи, выдвинутые им в 1908-1915 годах, опередили развитие авиации на 30-40 лет и оказали влияние на развитие космонавтики.

## Биография
Родился в Париже, высшее образование получил в Центральной школе искусств и мануфатур, которую окончил в 1901 году. После окончания Центральной школы стал работать транспортным инженером в парижской Всеобщей компании омнибусов (фр. Compagnie générale des omnibus), в 1921 году присоединённой к Компании общественного транспорта в регионе Парижа (фр. Société des transports en commun de la région parisienne), где проработал до конца жизни. Во время Первой мировой войны командовал автомобильным взводом французской армии, войну окончил с высокой репутацией в чине лейтенанта. Не имел профессионального отношения к авиации, но его идеи нашли подтверждение в дальнейшей истории её развития.

## Основные идеи
- 1908 год. Мотокомпрессорный воздушно-реактивный двигатель

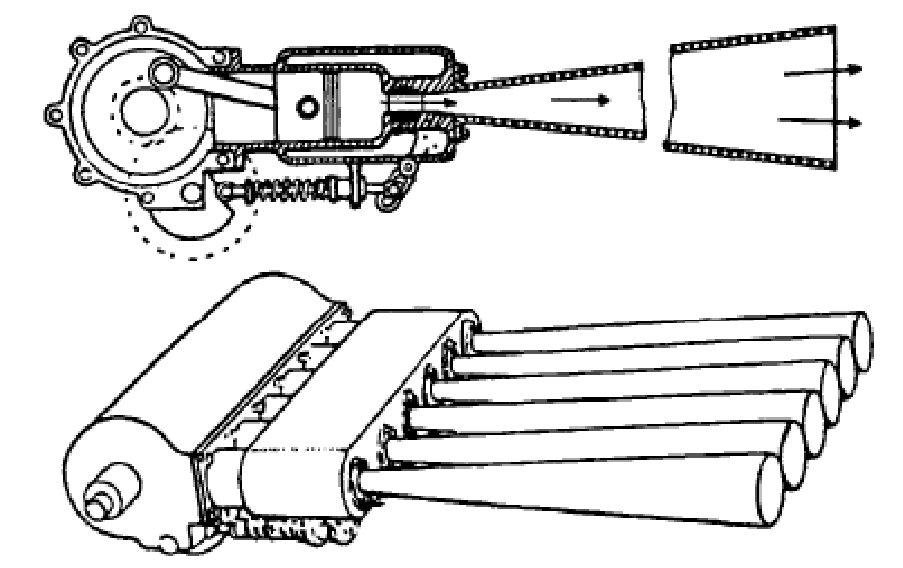
Патент Лорена 1908 года

В этом патенте Рене Лорен предложил использовать поршневой двигатель для сжатия воздуха, который затем смешивался с топливом и сжигался для получения импульсов горячего газа, выходившего через сопло для создания движущей реактивной силы. Первым этот принцип попытался применить в 1910 году румынский инженер Анри Коанда, но в полёте сгорело хвостовое оперение и самолёт полностью разрушился. Первым успешно летавшим с подобным двигателем стал взлетевший в 1940 году итальянский Caproni Campini N.1 конструкции Секондо Кампини. В 1945 году впервые с таким двигателем взлетел, затем был построен небольшой серией МиГ-13 Микояна и Гуревича. В связи с развитием турбореактивных двигателей от такой схемы в дальнейшем отказались.
- 1910 год. Воздушная торпеда

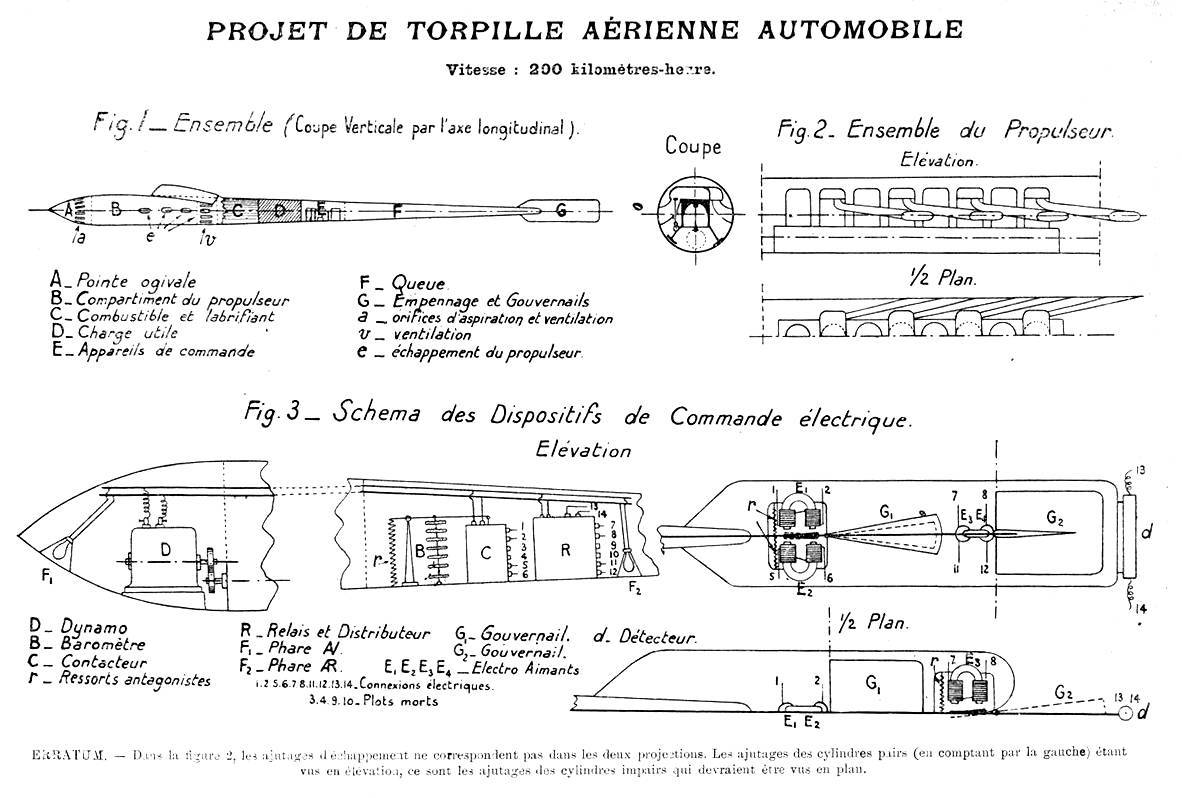
Воздушная торпеда

Рене Лорен описал в 1910 году в «Aérophile» аппарат, который он назвал «Воздушная торпеда» и который был предшественником современных средств поражения с дистанционным управлением. Он заложил очень продуманную основу (по расчетам на том уровне развития техники) первого в истории реактивного снаряда с дистанционным управлением: 79 кг, включая 12 кг взрывчатых веществ, летящего со скоростью 200 км/ч. В воздушной торпеде направление движения выдерживалось при помощи гироскопа, а высота полёта при этом отслеживалась с помощью барометрического высотометра. В дальнейшем, в 1918 году в «Aérophile» он привёл теоретическое обоснование для правительства Франции крылатого реактивного снаряда с массой взрывчатого вещества 200 кг, предназначенного для бомбардировки Берлина. Спустя 25 лет его идеи на более совершенном техническом уровне были реализованы в нацистской Германии для атаки Лондона крылатыми ракетами Фау-1.
- 1913 год. Прямоточный воздушно-реактивный двигатель

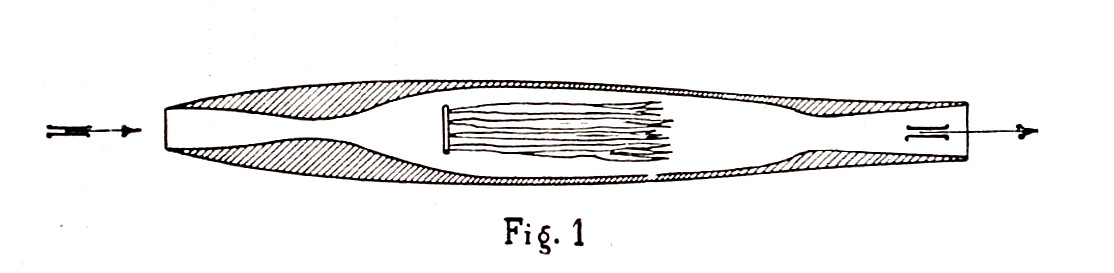
Прямоточный воздушно-реактивный двигатель

15 ноября 1913 года в журнале «Aérophile» в статье «Простой эксперимент с двигателем прямой реакции» (фр. Une expérience simple relative au propulseur à réaction directe) с описанием опытов Октава Шанюта 1909—1910 годов со стационарными реактивными двигателями, Рене Лорен предложил исследовать их в аэродинамической трубе со скоростью потока 80-100 м/с, и здесь он впервые опубликовал схему прямоточного воздушно-реактивного двигателя. Во Франции на его идею тогда не обратили внимания. Впоследствии, проводя в 1940-х годах поиски путей повышения скорости самолётов, немецкие конструкторы в ряде проектов использовали ПВРД, называя их Lorin-Antrieb, то есть двигателями Лорена.

## Влияние

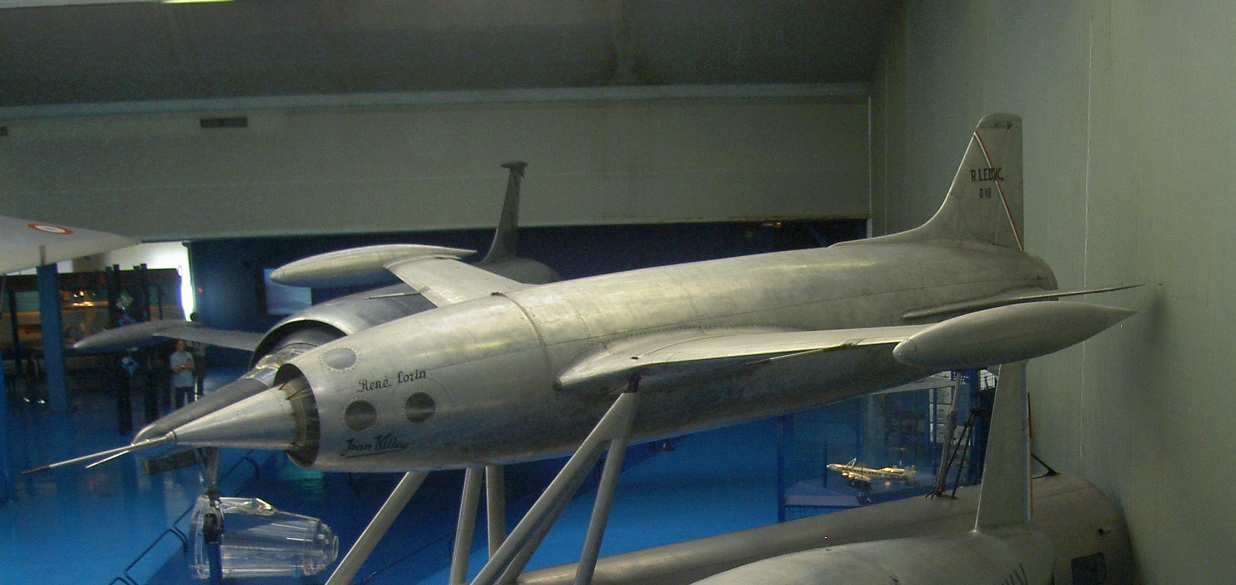
Leduc 010 в Музее авиации в Ле-Бурже

Спустя 15 лет после его публикаций, в СССР в 1929 году в серии «Межпланетные сообщения» Н. А. Рынина вышла книга «Ракеты и двигатели прямой реакции: История, теория и техника», где идеи Рене Лорена были перечислены и описаны. Инженер, затем главный конструктор французской компании Breguet Aviation Рене Ледюк с конца 1920-х годов работал над реактивными движением и получил в 1930 году патент на пульсирующий воздушно-реактивный двигатель. При подготовке в 1933 году патентной заявки на прямоточный воздушно-реактивный двигатель он узнал, что в 1913 году у него был предшественник и захотел встретиться с Рене Лореном. Но оказалось, что тот умер в начале года. Поэтому, когда Рене Ледюк построил первый в мире полетевший на маршевом ПВРД 19 ноября 1946 года самолёт Leduc 0.10, на его борту было имя Рене Лорена.